# Židé v Kanadě

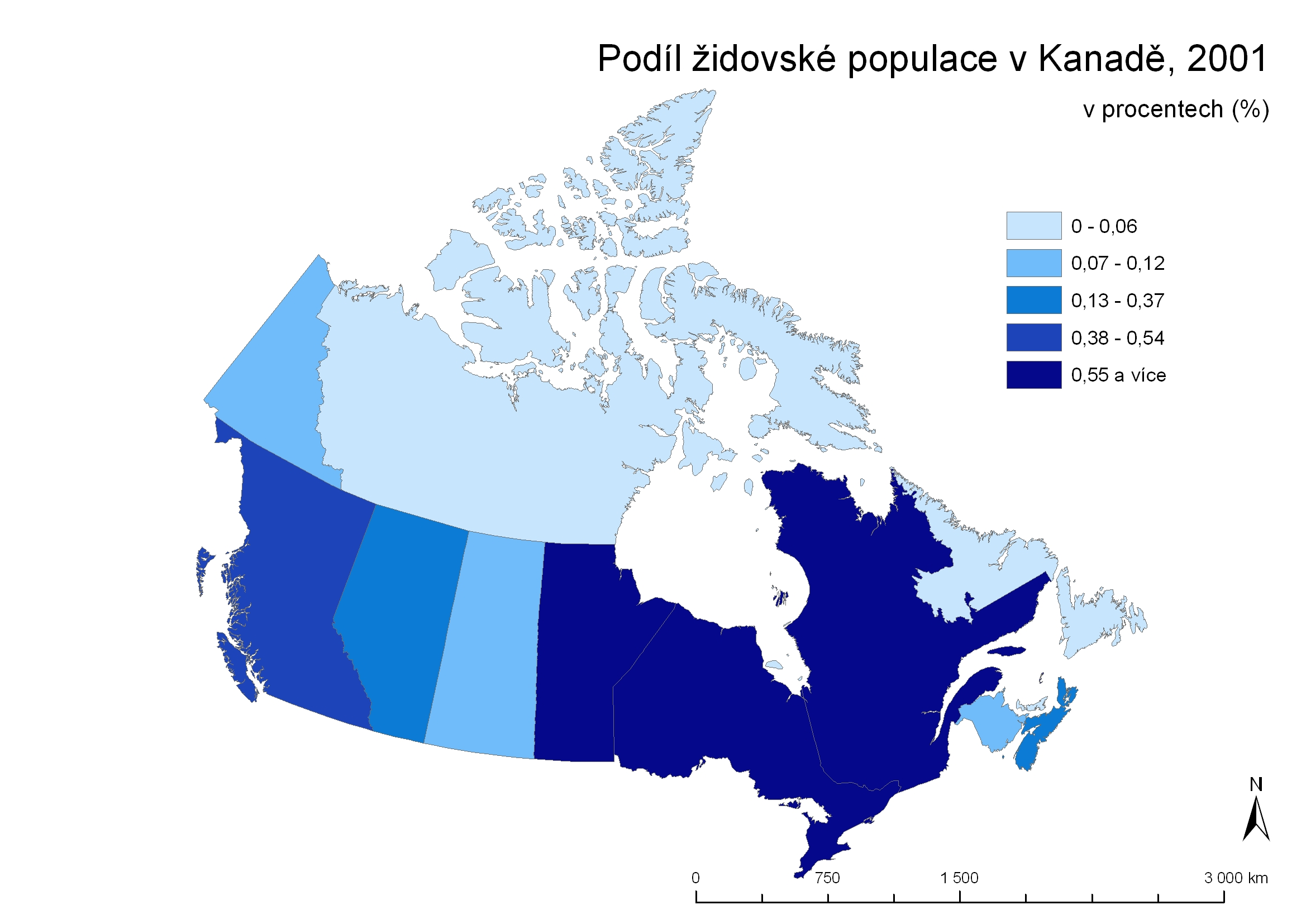
Židovská populace v Kanadě, 2001

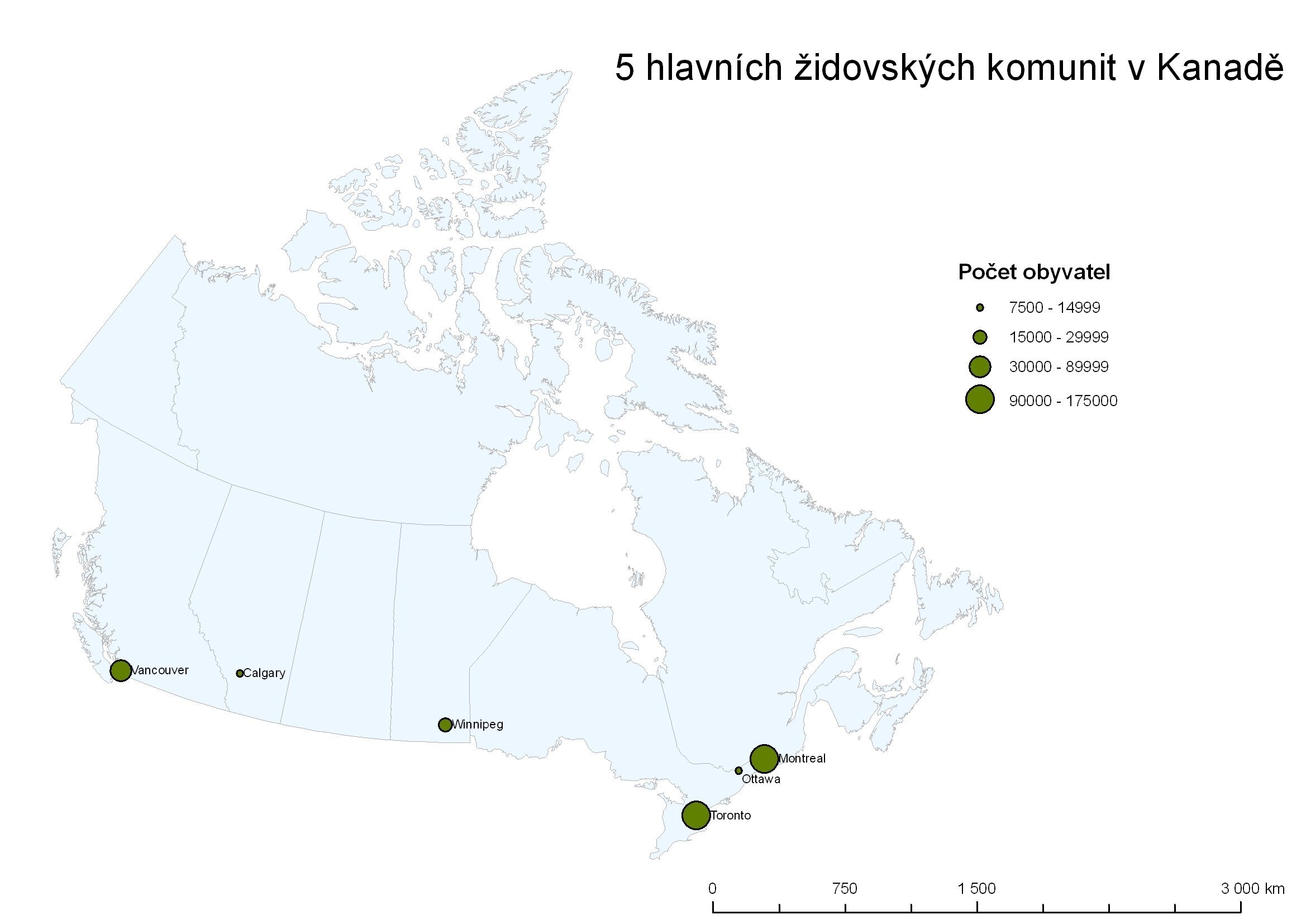
5 největších židovských komunit v Kanadě

Židé v Kanadě tvoří čtvrtou největší židovskou komunitu na světě. Podle kanadského sčítání lidu z roku 2001 žije v Kanadě 351 000 Židů.
Židé, přestože jsou v Kanadě minoritou, byli důležití při formování kanadské identity a kultury a jejich přítomnost zde začíná příchodem prvních imigrantů poté co Britské impérium zabralo téměř veškeré francouzské kolonizované území, zvané Nová Francie, po Dohodě z Paříže z roku 1763, která ukončila sedmiletou válku.
Na rozdíl například od amerických Židů, kteří se považují především za Američany, považují kanadští Židé sami sebe především za Židy. I sionismus byl v Kanadě mnohem silnější než ve Spojených státech, naproti tomu antisionismus se zde téměř vůbec neprojevil.
Kanadští Židé se spíše podobají britským Židům než americkým, jelikož drtivá většina synagog je ortodoxních a pouze malá menšina je konzervativních a reformních.
Židovské obce zde zastupuje Kanadský židovský kongres (Canadian Jewish Congress), založený roku 1919. Různé sionistické organizace jsou seskupeny v Kanadském sionistickém kongresu (Canadian Zionist Congress).
Velký důraz je kladen na židovské vzdělání. Všechny obce bez ohledu na velikost mají denní židovskou školu. Sdružení hebrejských škol (Associated Hebrew Schools), které vzniklo na počátku 20. století, bylo se svými 3000 žáky v roce 1982 jednou z největších židovských škol na světě.

## Populace
Největší židovské komunity v Kanadě jsou:
| Pořadí | Město     | Stát             | Počet Židů |
| ------ | --------- | ---------------- | ---------- |
| 1      | Toronto   | Ontario          | 175 000    |
| 2      | Montreal  | Québec           | 100 000    |
| 3      | Vancouver | Britská Kolumbie | 30 000     |
| 4      | Winnipeg  | Manitoba         | 15 000     |
| 5      | Ottawa    | Ontario          | 12 000     |
| 6      | Calgary   | Alberta          | 7 500      |

Zdroj dat: 2001 Census Analysis The Jewish Community of Canada